# Craspedortha
Genre
Le genre Craspedortha regroupe des insectes lépidoptères de la famille des Sphingidae, de la sous-famille des Sphinginae et de la tribu des Sphingini.

## Systématique
- Le genre a été décrit par l'entomologiste australien Rudolf Emil Mell en 1922.
- L'espèce type pour le genre est Craspedortha inapicalis Mell, 1922 (aujourd'hui Craspedortha porphyria)

### Taxonomie
Liste des espèces
- Craspedortha montana - Cadiou, 2000
- Craspedortha porphyria - (Butler, 1876) espèce type pour le genre